# Israel Horovitz
Israel Horovitz (31. března 1939 Wakefield, Massachusetts – 9. listopadu 2020 New York) byl americký dramatik, scenárista, autor beletrie, režisér a herec.

## Život
Pocházel ze židovské rodiny, jeho otec byl právník. Ve 13 letech napsal svůj první román, v 17 svou první divadelní hru The Comeback. Původně se chtěl stát učitelem angličtiny, ale nakonec se rozhodl pro dráhu dramatika. V roce 1956 absolvoval Wakefield Memorial High School. V roce 1962 se přestěhoval do Londýna, získal stipendium na Royal Academy of Dramatic Art (RADA) a v sezóně 1964–1965 byl rezidenčním dramaturgem v Royal Shakespeare Theatre a The Aldwych Theatre. Poté se vrátil do USA, kde byl činný jako dramatik broadwayských a regionálních divadel. Získal doktorát z anglické literatury na City University of New York. První úspěch zaznamenal v roce 1966 svým dramatem The Indian Wants the Bronx.
V roce 1965 se stal prvním stálým americkým hercem v anglické Royal Shakespeare Company. V roce 1975 založil The New York Playwrights Lab, byl spoluředitelem Compagnia Horovitz-Paciotto, italské divadelní společnosti, která uváděla jeho hry. V roce 1979 založil Gloucester Stage Company v Gloucesteru v Massachusetts, za kterou získal Elliot-Nortonovu cenu. Do roku 2006 působil jako umělecký ředitel a později v představenstvu, ex officio a jako emeritní umělecký ředitel až do své rezignace v roce 2017 poté, co The New York Times zveřejnily obvinění ze sexuálního zneužívání.
Ve Francii často režíroval francouzsky psané inscenace svých her, patřil k nejhranějším americkým autorům ve Francii. V den svých 70. narozenin byl francouzskou vládou vyznamenán jako Commandeur dans l'Ordre des Arts et des Lettres. V roce 2009 zorganizovalo newyorské Barefoot Theater Company oslavu jeho sedmdesátých narozenin a uvedlo na svém jevišti sedmdesát inscenací a scénických čtení jeho her v podání divadelních společností z celého světa. Přátelil se se Samuelem Beckettem, spolupracoval s The Byre Theatre of St Andrews ve Skotsku.
Israel Horovitz byl třikrát ženatý. V letech 1959–1960 byla jeho manželkou Elaine Abber, s níž měl dceru Julii. V roce 1960 se oženil s Doris Keefeovou, s níž měl dceru Rachael a dva syny, Matthewa a Adama, známějšího jako Ad-Rock nebo King Ad-Rock, člena hudební skupiny Beastie Boys. V roce 1981 se oženil s Gillian Adams-Horovitzovou, s níž měl dvojčata Hannah a Olivera.

## Dílo
Napsal více než 70 divadelních i rozhlasových her, z nichž mnohé byly přeloženy do více než 30 jazyků. Kromě her napsal dva romány Cappella a Guignol's Legacy, několik scénářů, novelu Nobody Loves Me, povídky, sbírky poezie Spider Poems and Other Writings a Heaven and Others Poems a své pamětí Un New-Yorkais a Paris, které vyšly v roce 2011 v Paříži.

### Dramatická tvorba
První úspěšné drama The Indian Wants the Bronx bylo uvedeno v roce 1966 a hra získala v roce 1958 cenu Obie za nejlepší hru. Stejnou cenu získal v roce 1969 za hru The Honest-to-God Schnozzola. Mezi jeho nejznámější hry patří Line, která byla uvedena v roce 1974. Hra se stala nejdéle hraným dramatem v New Yorku, přestala se hrát po 43 letech v roce 2018. K dalším známým hrám patří Park Your Car in Harvard Yard, The Primary English Class, The Widow's Blind Date, What Strong Fences Make, My Old Lady. Hru My Old Lady adaptoval autor v roce 2014 do filmu pod názvem Podnájemnice, film také režíroval. Psal i rozhlasové hry, například The Chips are Down, Phone Tag, Speaking Well Of The Dead, Free Gift.
Do češtiny bylo přeloženo několik jeho her, k nejhranějším patří Lenbensraum, Drahá Mathilda (My Old Lady), Chvíle pravdy (Park Your Car in Harvard Yard) .

### Filmová tvorba
Byl autorem nebo spoluautorem několika scénářů k seriálům NET Playhouse, k filmům The Strawberry Statement, Believe in Me, La poube, Autor! Autor!, Sunshine. Za Sunshine obdržel The European Academy Award za nejlepší scénář. Jako herec se objevil například ve filmech, ke kterým napsal i scénáře, North Shore Fish, Corps plongés, James Dean.

### Ocenění
Za své dílo získal řadu ocenění. Dvakrát obdržel Obie Award, jednou Emmy Award, Drama Desk Award, The European Academy Award, Sony Radio Academy Award, Prix de Plaisir de Théâtre, The Writers Guild of Canada, The Prix Italia, Award in Literature of the American Academy of Arts and Letters aj.